# Třmínkový sval
Třmínkový sval či sval třmínku (latinsky: musculus stapedius) je nejmenší příčně pruhovaný sval v lidském těle. Začíná v duté eminentia pyramidalis otvorem na jejím povrchu se jeho šlacha dostává do bubínkové dutiny a upíná se na zadním ramenu třmínku (crus posterius stapedis) v blízkosti hlavice třmínku (caput stapedis). Smrštěním vytahuje třmínek z oválného okénka předsíně (fenestra vestibuli); tento pohyb se kůstkami přenáší až na bubínek a projeví se uvolněním bubínku. Třmínkový sval je tedy funkčním antagonistou napínače bubínku (musculus tensor tympani).